# Literna villiersi
Literna villiersi är en insektsart som beskrevs av Victor Lallemand 1948. Literna villiersi ingår i släktet Literna och familjen spottstritar. Inga underarter finns listade i Catalogue of Life.